# Karbalastadion
Karbala Stadion is een multifunctioneel stadion in de Iraakse stad Karbala, waar voornamelijk voetbalwedstrijden worden gespeeld. Het is de thuisbasis van Karbala FC.
Het stadion heeft een capaciteit van 5.000 toeschouwers.